# Imposto lump-sum
Um imposto lump-sum é um imposto (fixo) per capita. Ao contrário do que ocorre com os impostos sobre a renda ou sobre o capital, os impostos lump sum são independentes do nível de produto (PIB) e, como tal, não distorcem a eficiência da economia.
Isso ocorre porque esse imposto não quebra o pressuposto de um Ótimo de Pareto. Isto é, não afeta a escolha de consumo marginal do consumidor, e sim o nível de dotação dos agentes (não os preços de equilíbrio das mercadorias). 
Esse imposto será transferido para outros agentes econômicos, mantendo a quantidade de recursos totais na economia igual a de antes, havendo então  uma realocação. 
Esta forma de equilíbrio geral da econômica é sustentada pelo Segundo Teorema do bem estar, o qual afirma que desde que as preferências dos consumidores sejam convexas, toda alocação eficiente no sentido de Pareto pode ser sustentada como um Equilíbrio competitivo.